# Tablice rejestracyjne w Niemczech

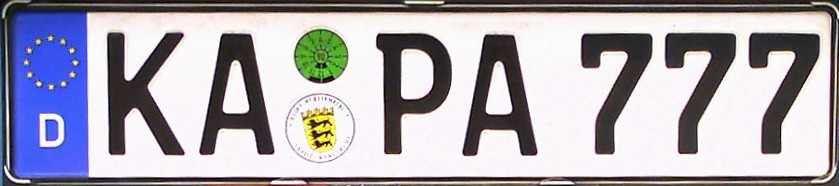
Zdjęcie tablicy niemieckiej

Mapa oznaczeń miejsca rejestracji

Niemieckie tablice rejestracyjne posiadają euroband, białe tło i czarne znaki (w ruchu jest jeszcze wiele pojazdów z tablicami bez eurobandu, wydawanymi przed 1995 r.). Tablice są składane czcionką FE-Schrift.
Numer ma układ:
- od jednej do trzech liter,
- jedną lub dwie litery,
- 1–4 cyfry.

Pierwsza część numeru jest kodem miejsca rejestracji. Jego długość zależy od wielkości danego miasta/powiatu:
- jeżeli jest to duże miasto/powiat – 1 litera (wyjątki: duże/średnie miasta tzw. hanzeatyckie – Hamburg (HH), Brema (HB), Lubeka (HL), Rostock (HRO) itp.),
- jeżeli średnie miasto/powiat – 2 litery,
- jeżeli małe miasto/powiat – 3 litery.

Każda służba federalna także posiada swój kod:
- BP – policja federalna (Bundespolizei);
- DB – kolej (Deutsche Bahn);
- BG – straż graniczna (Bundesgrenzschutz);

- THW – pomoc techniczna (Technisches Hilfswerk).

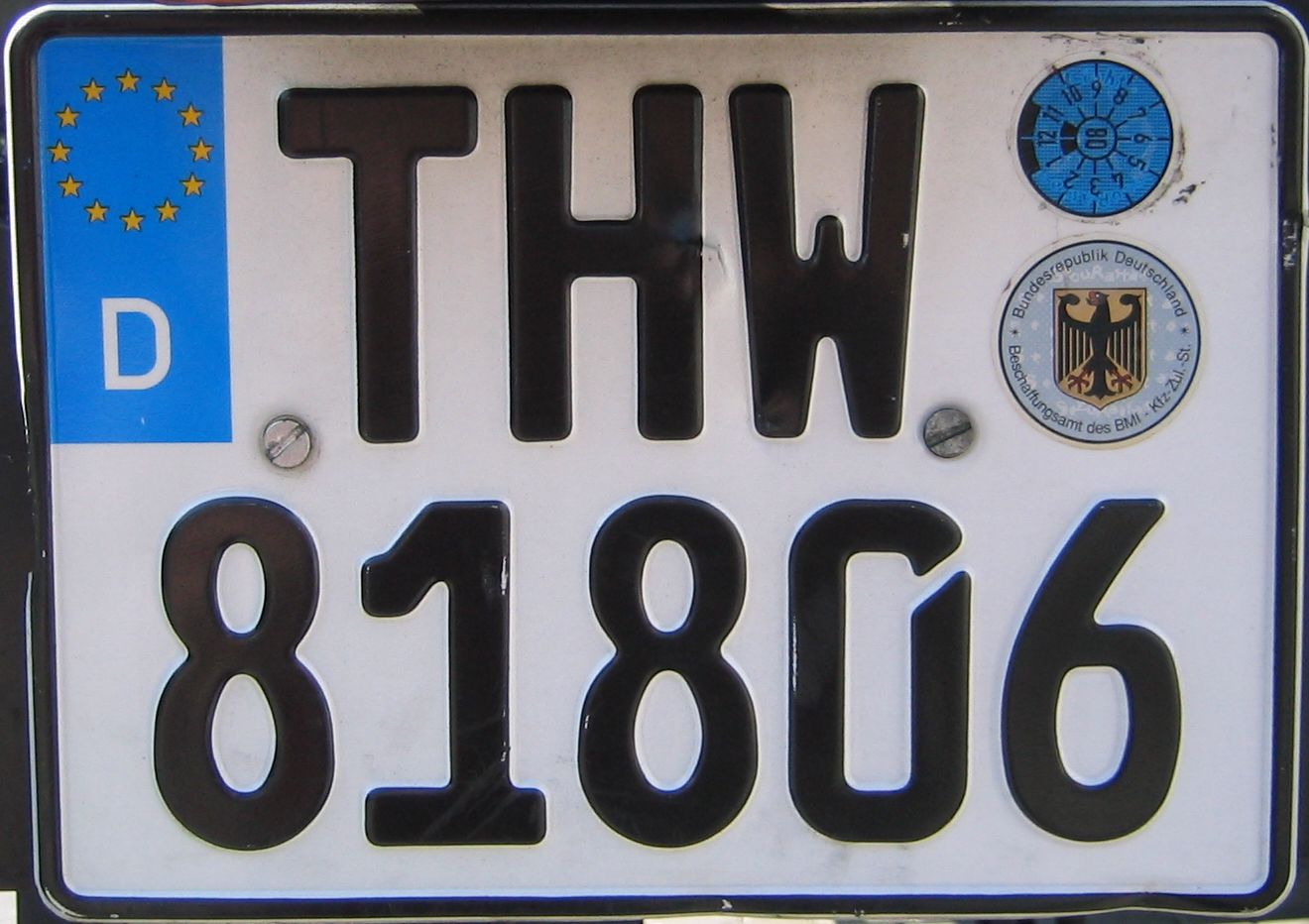
Technisches Hilfswerk – THW (pomoc techniczna)

Tablice wojskowe mają kod Y i zawsze sześć cyfr, a z lewej strony niemiecką flagę zamiast eurobandu. Tablice urzędów krajowych, np. policji lokalnej, posiadają kod miejsca i kod liczbowy pojazdu.
Po kodzie miejsca następuje wyróżnik pojazdu, którego numeracja zaczyna się od A 1. W miarę rejestrowania pojazdów, dodaje się jedną cyfrę. Gdy wyczerpie się zakres jednoliterowy, dodaje się następną literę i w miarę wzrostu ilości rejestrowanych pojazdów również dodaje się jedną cyfrę (w miastach/okręgach z 3-literowymi kodami miejsca numer może mieć maksymalne 3 cyfry). W numerze pierwszą cyfrą nie jest 0. Numer nie może być zatem krótszy niż 3 ani dłuższy niż 8 znaków.
Tablice przednie posiadają sześciokątną nalepkę-pieczęć, która informuje o ważności obowiązkowych badań czystości spalin (od 1 stycznia 2010 roku zrezygnowano z naklejania tej nalepki). Tablice tylne posiadają okrągłą nalepkę-pieczęć, która informuje o ważności badań technicznych. Na obu tablicach umieszczana jest okrągła naklejka-pieczęć symbolizująca dopuszczenie pojazdu do ruchu. W pojazdach czasowo wyrejestrowanych (w Niemczech dopuszczalne jest czasowe wyrejestrowanie pojazdu na okres nie dłuższy niż 18 miesięcy) nalepka zostaje zdarta.
Tablice motorowerowe, których kolorystyka zmienia się każdego roku, mają układ 3 cyfry + 3 litery (nie ma kodu miejsca rejestracji) i są wydawane przez towarzystwa ubezpieczeniowe.
Tablice dla pojazdów samochodowych zwolnionych od podatku drogowego (pojazdy i ciągniki rolnicze, maszyny samojezdne, żurawie samojezdne, pompy do betonu, pojazdy instytucji służących społeczeństwu itp.) mają zielone znaki. Zasady tworzenia numeru są takie same, jak na tablicach samochodowych.
Inne typy tablic
- Tablice zabytkowe składają się z kodu miejsca (1–3 litery), liter i 1–3 cyfr, oraz litery „H” na końcu numeru. Umieszczane są na pojazdach zabytkowych. Tablice te z reguły nie posiadają nalepek ważności badań czystości spalin (niektóre pojazdy zabytkowe są zwolnione z tych badań).
- Tablice dyplomatyczne mają białe tło i czarne znaki. Numer na takich tablicach składa się z kodu cyfrowego 0, kodu państwa (1–3 cyfr) oraz 1–3 cyfr.

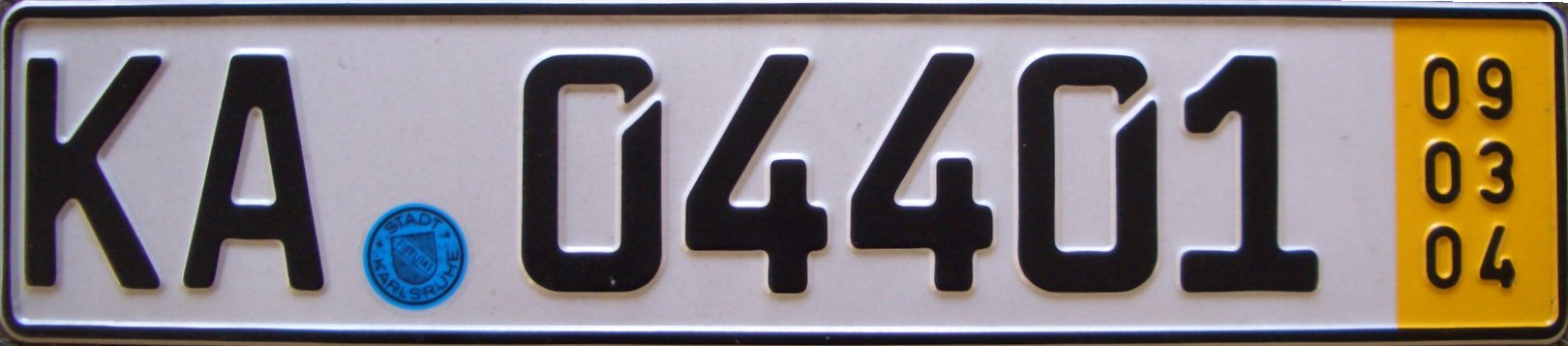
Tablica tymczasowa ważna do 9 marca 2004

- Tablice tymczasowe mają białe tło i czarne znaki. Numer na takich tablicach składa się z kodu miasta lub okręgu (1–3 liter), kodu cyfrowego 03 (do marca 2007 stosowano kod cyfrowy 04) i od jednej do czterech kolejnych cyfr oraz żółtego pola z czarnymi dwucyfrowymi oznaczeniami, wskazującymi termin wygaśnięcia ważności tablicy – kolejno (od góry) dzień, miesiąc i rok. Tablice te wystawiane są na nie dłużej niż 5 dni. Żółte tablice w Niemczech są dorabiane w specjalnych punktach przypominających kioski. Często punkty te w postaci budek są położone w pobliżu dużych komisów lub samych urzędów komunikacyjnych. Następnie są one legalizowane w urzędzie, gdzie otrzymuje się tymczasowy dowód rejestracyjny. [1]

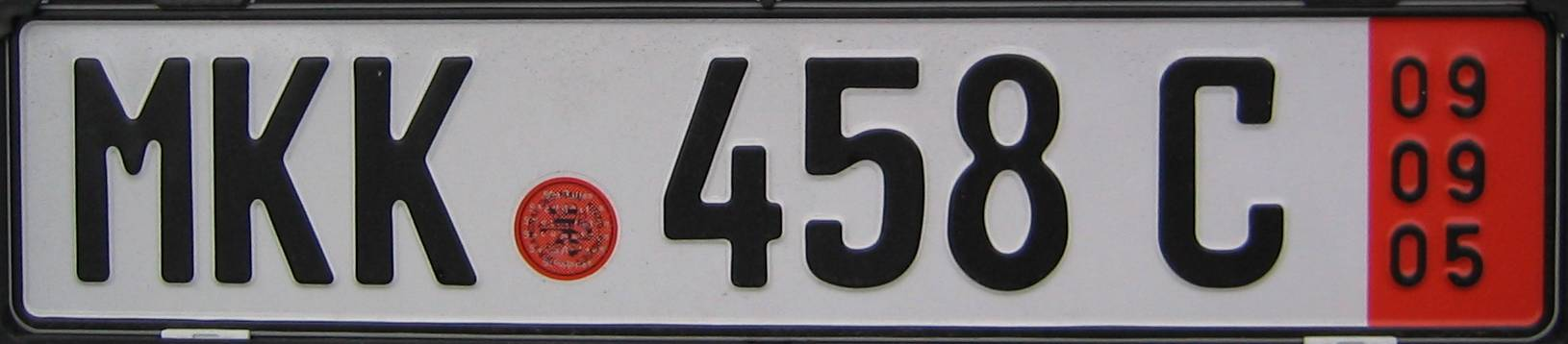
Tablica wywozowa: wywóz z Niemiec najpóźniej 9 września 2005

- Tablice wywozowe[b] mają kod miejsca (1–3 litery), kombinację cyfrowo-literową i pole czerwone z czarnymi cyframi wskazującymi dzień, miesiąc i rok, w którym pojazd powinien opuścić Republikę Federalną Niemiec. Tablice te są ważne do daty podanej na czerwonym pasku, która zależy od wykupionego ubezpieczenia. Czas minimalny to 15 dni, a maksymalny to 12 miesięcy.
- Tablice dealerskie mają białe tło i czerwone znaki. Numer na takich tablicach składa się z kodu miasta lub okręgu (1–3 litery), wyróżnika cyfrowego 06 oraz 1–4 cyfr.
- Tablice okresowe umieszczane są na pojazdach, które nie są używane przez cały rok, np. kabriolety, motocykle itp. Tablice te ważne są przez minimum dwa, a maksimum jedenaście miesięcy. Tablica wygląda jak zwyczajna eurotablica, a numer zawiera kod miasta lub okręgu (1–3 litery), nalepki, 1–2 litery, 1–4 cyfry oraz liczbę ułamkową z dwucyfrowym licznikiem oznaczającym miesiąc początkowy ważności oraz dwucyfrowym mianownikiem oznaczającym miesiąc końcowy ważności tablicy. Przykładowo 04 / 10 oznacza ważność od 1 kwietnia do 31 października.

W międzynarodowym kodzie samochodowym Niemcy mają symbol D.